# Arábiai-lemez
Az Arábiai-lemez egy kisebb szárazföldi tektonikus lemez az északi és keleti féltekén. Területe mintegy 5 000 000 km², jelenleg Afrikához képest északi irányban mozog, évi 20-25 mm/év sebességgel. 
Ez az egyike annak a három kontinentális lemeznek (Afrikai-, Arábiai-, Indiai-lemez), amelyek észak felé haladtak a geológiai történelem során, majd összeütköztek az Eurázsiai-lemezzel. A lemezdarabok összeütközése során gyűrődött fel az Eurázsiai-hegységrendszer. Ezek nyugaton a Pireneusokban kezdődnek, keresztülfutnak Iránon, amely az Alborz, Zagrosz, majd folytatódnak a Himalájában, egészen Délkelet-Ázsiáig.

## Határok

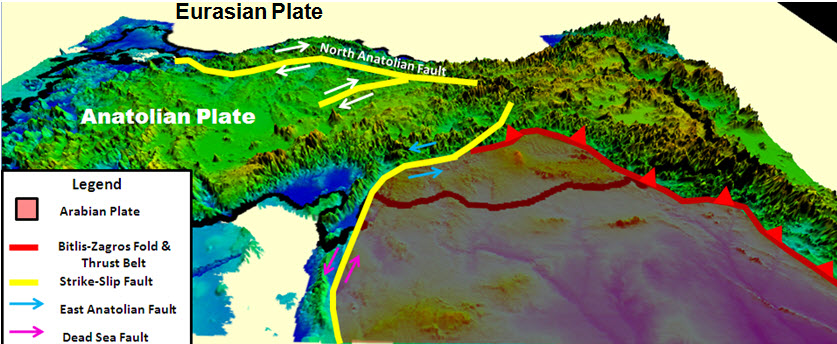
Eurázsiai-, Anatóliai- és Arábiai- (lila színezés) lemez

Az Arábiai-lemez főként az Arab-félszigetet hordja magán, de kiterjed szomszédos tengeri területekre is. Északra a Levantei térségig nyújtózkodik. Ezen a lemezen fekszik Irak, Szíria és Jordánia nagy része. Keleten a Perzsa-öböl, míg délen kismértékben az Afrikai kontinensen az Afar-medence tartozik hozzá.
A lemezhatárok:
- keleten: Indiai-lemez, az Owen Törési Zóna
- délen: az Afrikai-lemez, valamint az attól részlegesen elváló Szomáliai-lemez, valamint az Indiai-lemez.
- nyugaton: az Afrikai-lemez, az úgynevezett Holt-Tenger árka, valamint az ahhoz kapcsolódó Vörös-tengeri-árok, amely a Vörös-tenger teljes hosszában fut.
- északon: összetett konvergens határ az Anatóliai-lemez és Eurázsiai-lemez felé[2]

## Földtörténet
Az Arábiai-lemez része volt az Afrikai-lemeznek szinte végig a Fanerozoikum eonban, egészen az oligocén korig. A terület alapját az Arab-pajzs alkotja, amely az Afrikai-pajzs szerves folytatása, de a Vörös-tenger kialakulása miatt leválasztódott. A földtörténet folyamán többször érték jelentős tengerelöntések, így vastag üledéktakaró fedte be az ősi pajzsot, melyet a lemez északnyugati irányban történő lebillenése is elősegített. A lemez északi területeit a Szír-Arab-tábla óidei üledékei foglalják el, míg a Arab-félszigeten közép- és újidei üledékei fedik. A Vörös-tenger kialakulása az eocénben kezdődött, de az elválás Afrika és Arábia közt mintegy 25 millió évvel ezelőtt, az oligocénben történt, azóta pedig az Arábiai-lemez lassan halad az Eurázsiai-lemez felé. Az újidő folyamán így felgyűrte az Eurázsiai-hegységrendszer több tagját, mint például a Zagroszt. A Perzsa-öböl is e folyamat során jött létre süllyedéssel. A megnyíló Vörös-tenger hasadéka kiterjedt vulkáni tevékenységhez vezetett. Nagy vulkanikus területek alakultak ki: az Older Harrats (Harrat Khaybar, Harrat Rakhat), ezek befedték az Arábiai-lemez nyugati részét. Az aktivitás napjainkban is folytatódik, különösen Medina térségében, ahol 1256-ban jegyeztek fel utoljára kitörést, és rendszeresek kitörések a Vörös-tenger alatt. Legutóbb a Bab el-Mandeb egyik kis szigetén történtek kitörések.
Az Arábiai-lemez ütközése az Eurázsiaival felfelé nyomja a Zagrosz-hegységet Iránban, valamint az Örmény-felföldet. Mivel az Arábiai-lemez és az Eurázsiai-lemez ütköznek, sok város van veszélyben, mint például azok, amelyek délkelet-Törökországban és Iránban találhatóak. Potenciális veszélyek a következők: földrengések, cunamik és a vulkánok.

## Országok
Országok, amelyek a lemezen fekszenek: Libanon, Szíria, Dzsibuti, Jemen, Omán, Katar, Bahrein, Kuvait, Irak, Szaúd-Arábia, Jordánia  és az Egyesült Arab Emírségek. 
Régiók, amelyek részei a lemeznek: Déli Denkalya Alrégió, a Délkelet-anatóliai régió, Awdal a Huzesztán tartomány.

## Fordítás
- Ez a szócikk részben vagy egészben  az   Arabian Plate című angol Wikipédia-szócikk ezen változatának fordításán alapul.  Az eredeti cikk szerkesztőit annak laptörténete sorolja fel. Ez a jelzés csupán a megfogalmazás eredetét és a szerzői jogokat jelzi, nem szolgál a cikkben szereplő információk forrásmegjelöléseként.